# Pogromurile de la Liov (1941)

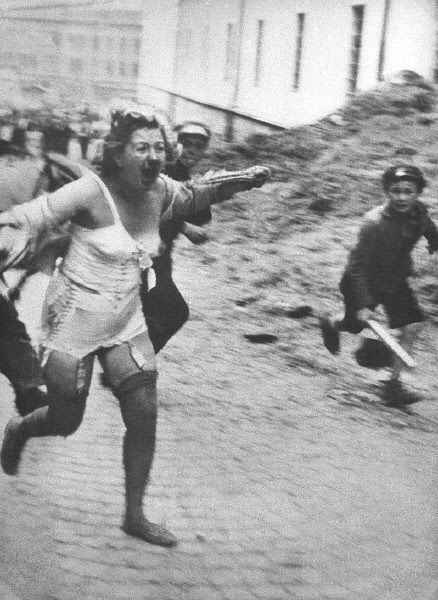
Femeie abuzată de pogromiștii ucraineni - printre care și copii

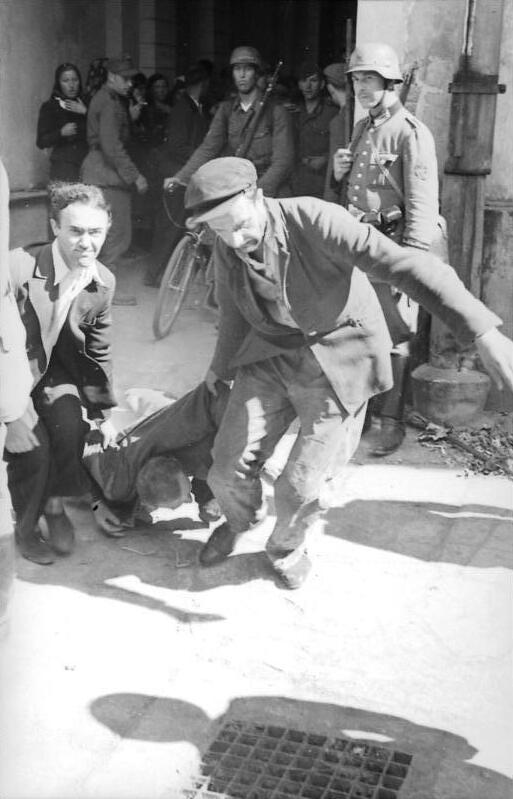

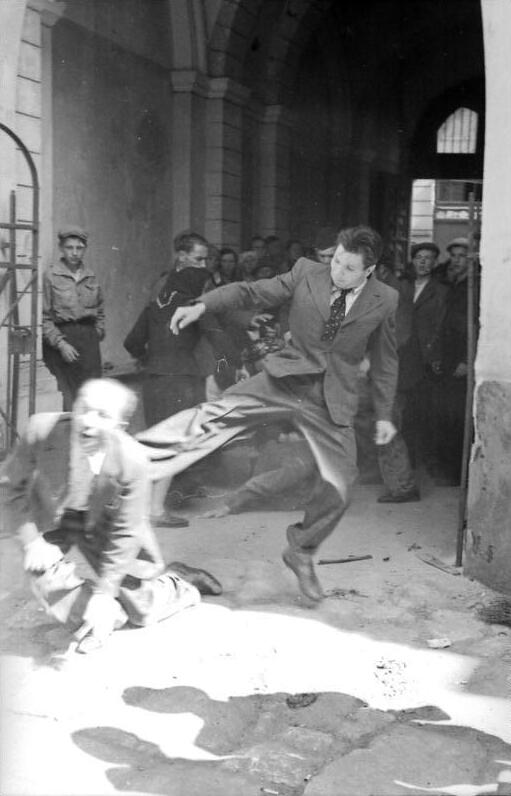

Pogromurile din Liov  au fost o serie de pogromuri împotriva evreilor locali, care au avut loc între 30 iunie și 2 iulie 1941. Sub conducerea administrației de ocupație nazistă, naționaliștii ucraineni din OUN și o mulțime de rezidenți locali au luat parte la pogromuri.
În timpul pogromului, evreii au fost prinși, bătuți, abuzați pe străzile orașului și apoi împușcați, victime fiind câteva mii.
Liov a fost considerat un oraș multicultural chiar înainte de al Doilea Război Mondial, cu o populație de 312.231 de locuitori. În oraș trăiau 157.490 de etnici polonezi, ceea ce era puțin peste 50%, evreii reprezentând 32% (99.595) și ucrainenii 16% (49.747).
Până în 1939, Liovul a făcut parte din Polonia. După atacul trupelor lui Hitler asupra Poloniei din vest și al trupelor sovietice din est în septembrie 1939 (începutul celui de-al Doilea Război Mondial), puterea sovietică a fost stabilită în oraș, iar Liovul făcea parte din Republica Sovietică Socialistă Ucraineană. La scurt timp după începerea Marelui Război Patriotic la 30 iunie 1941, trupele germane au intrat în oraș. Înainte de retragerea trupelor sovietice, prizonierii erau împușcați în închisorile locale, printre care se aflau mulți naționaliști ucraineni. Potrivit NKVD, după începerea invaziei germane a Uniunii Sovietice la 22 iunie 1941, aproape 9.000 de prizonieri au fost uciși în RSS Ucraineană în timpul execuțiilor în masă. Din cauza confuziei din timpul retragerii rapide a trupelor sovietice și a înregistrărilor incomplete, lista NKVD este cel mai probabil sub-raportată. Potrivit istoricilor moderni, numărul victimelor din vestul Ucrainei era probabil între 10.000 și 40.000 de oameni. După etnie, ucrainenii au reprezentat aproximativ 70% dintre victime, iar polonezii - 20%.
Înainte de invazia germană a Uniunii Sovietice, naționaliștii ucraineni, în special OUN, au colaborat cu germanii. Fracțiunea din  Liov a OUN era sub controlul lui Stepan Bandera. Unul dintre consilierii săi a fost Iaroslav Stețko, care s-a opus vehement presupusei conspirații dintre capitaliștii evrei și comuniștii evrei.
Propaganda germană a transformat identificarea prizonierilor într-o acțiune anti-evreiască. Evreii au fost implicați în excavarea cadavrelor prizonierilor. Aproape imediat, presa de ocupație, iar mai târziu numărul următor al Die Deutsche Wochenschau, i-au prezentat direct pe evrei ca fiind pretinșii „principalii vinovați” ai execuțiilor din Liov.
În opinia lui Iaroslav Stețko, ucrainenii au devenit primii oameni din Europa care au înțeles rolul negativ al „evreimii”, după care, așa cum credea Stețko, ucrainenii s-au disociat de evrei, păstrându-și astfel cultura.
Chiar înainte de atacul german, Bandera a planificat curățirea etnică și a propus programul „Ucraina pentru ucraineni”, afișe cu acest slogan au fost lipite de naționaliștii din preajma Liovului pe 30 iunie. În plus, oamenii lui Bandera îi considerau pe evrei ca sprijin social al comuniștilor, întrucât unii dintre evreii polonezi colaborau cu autoritățile sovietice și cu NKVD.
Chiar înainte de capturarea Liovului de către germani, activiștii OUN au pus mâna pe postul de radio din Liov. Prin radio, naționaliștii ucraineni au cerut exterminarea evreilor. Încă din 30 iunie, OUN a început să formeze detașamente organizate de naționaliști, care apoi au prins evrei și au făcut raiduri. Pe braț aveau banderole albastre și galbene. Naționaliștii mergeau din casă în casă în căutarea evreilor, îi conduceau pe străzi și îi escortau la locurile crimelor. Potrivit raportului Einsatzgruppe, după retragerea trupelor sovietice din Liov, localnicii au adunat 1.000 de evrei la închisoarea NKVD, apoi cei mai mulți dintre ei au fost uciși de poliția ucraineană, care a fost organizată de OUN, dar nu a constat doar din membri ai OUN.
Adolescenți și copii au luat parte la atacurile asupra evreilor. Istoricul canadian John-Paul Himka crede că aceștia ar putea fi membri ai grupurilor de tineret radical de dreapta ale OUN („Yunatsvo”). Potrivit acestuia, în aprilie 1941 în Galiția, grupul de tineret OUN(b) număra șapte mii de membri.
Istoricul german Dieter Pohl crede că membrii batalionului Nachtigal au luat parte la masacrul evreilor din închisoarea Brigidki (Бригідки).
Istoricul ucrainean Felix Levitas susține că cetățenii obișnuiți nu au cedat provocărilor germane și nu au participat la pogromuri. Cu toate acestea, după cum scrie John-Paul Himka, amintirile supraviețuitorilor evrei mărturisesc că, pe lângă detașamentele organizate de naționaliști ucraineni, la pogrom au luat parte și locuitorii care s-au adunat într-o mulțime, mânați de instincte primitive. Au batjocorit, au jefuit victimele și au violat și femei.